# Ковыли
Ковыли́ — село на северо-западе Краснокаменского района Забайкальского края России.
Население — 792 чел. (2021).

## Расположение
Находится в 80 километрах к северо-западу от города Краснокаменска.

## История
В 1932 году образован совхоз «Ворошиловский». В 1935 году была начата работа по выведению породы тонкорунной овцы, в 1956 году совхоз признан одним из лучших в стране по этому направлению работы. В 1959 году совхоз реорганизован в Государственный племенной завод им. Карла Маркса.
В 1966 г. указом президиума ВС РСФСР поселок центральной усадьбы совхоза имени Карла Маркса переименован в Ковыли.
В 2000-х годах хозяйство занимается зерноводством, развито перерабатывающее производство. В 2001 году на Всероссийской выставке племенных животных в Ставропольском крае овцематке хозяйства присвоена золотая медаль, барану — серебряная. В 1989 году население — 1583 человек, в 2002—1497 человек.

## Население
| 1989 | 2002  | 2003  | 2010  | 2021 |
| ---- | ----- | ----- | ----- | ---- |
| 1583 | ↘1497 | ↗2000 | ↘1065 | ↘792 |

## Инфраструктура
В селе имеются: средняя школа, клуб, библиотека, детский сад, фельдшерский пункт.

## Культура
Вокальная группа «Ковылиночка» — неоднократный победитель районного конкурса «Поёт забайкальское село».
Солист Родион Скосырский. Солистка Светлана Томилова.

## Экономика
Функционирует Государственный племенной завод им. Карла Маркса, в форме ФГУП.